# 王顯道
王顯道（1458年—？），字微之，直隸河間府滄州鹽山縣人，民籍，明朝政治人物。

## 生平
弘治十四年（1501年）辛酉科順天府鄉試第九十七名舉人。弘治十五年（1502年）聯捷壬戌科會試第一百五名，二甲第六十四名進士。

## 家族
曾祖王原魯；祖父王聰，布政司右參議；父王文，母劉氏。永感下。